# Повернення немає (фільм, 1973)
«Повернення немає» (рос. «Возврата нет») — російський радянський художній фільм-мелодрама 1973 року, знятий режисером Олексієм Салтиковим за однойменною повістю Анатолія Калініна.
Нонна Мордюкова за роль Антоніни Каширіної була визнана «Найкращою акторкою року» за результатами опитування журналу «Радянський екран».

## Сюжет
Фільм показує події на Дону в роки Другої світової війни і після неї, що відбуваються протягом майже двадцяти років. У центрі фільму — історія кохання вольової й сильної жінки, цільної у своїй прямоті Антоніни Каширіної до врятованого нею під час війни офіцера Нікітіна.
«Любов без радості була, розлука буде без печалі» — вимовила Антоніна на прощання Нєвєрову.
Якщо Мордюкова у своїй героїні передала любов матері-батьківщини, а потім трагедію покинутої жінки, то Дворжецький у своєму герої показав трагедію чоловіка, який розривається між почуттям обов'язку і новим коханням — до невістки своєї дружини. І хоча в складній сімейній ситуації повернення для всіх героїв назад немає, вони зуміють, попри біль і втрати, зберегти свою людську гідність.

## У ролях
| Актор                    | Роль                                          |
| ------------------------ | --------------------------------------------- |
| Нонна Мордюкова          | Антоніна Каширіна                             |
| Владислав Дворжецький    | Микола Нікітін                                |
| Ольга Прохорова          | Ірина Олексіївна                              |
| Микола Єременко молодший | Григорій                                      |
| Тетяна Самойлова         | Настя Шевцова                                 |
| Борис Кудрявцев          | Павло Іванович Невєров                        |
| Олексій Баталов          | Секретар райкому Олексій Володимирович Єгоров |
| Віктор Волков            | Інструктор райкому партії                     |
| Валентина Бєляєва        | Вчителька                                     |
| Ніна Меньшикова          | Короткова                                     |
| Вілніс Бекеріс           | Німецький єфрейтор                            |
| Ервін Кнаусмюллер        | Епізод ( немає в титрах )                     |